# Black Cat Live
Black Cat Live è il quarto album dal vivo del cantautore italiano Zucchero Fornaciari, pubblicato il 14 aprile 2017 dalla Universal Music Group.

## Descrizione
Pubblicato esclusivamente per l'annuale Record Store Day, il vinile contiene la registrazione della prima parte del concerto tenutosi all'Arena di Verona il 25 settembre 2016, ottava data delle prime undici consecutive nell'anfiteatro durante il Black Cat World Tour.
Esistono tre versioni del disco: l'edizione standard, un'edizione limitata e numerata, ed un'altra limitata, numerata e colorata.

## Tracce
Lato A
1. Partigiano reggiano
2. 13 buone ragioni
3. Ti voglio sposare (feat. Tomoyasu Hotei)
4. Ci si arrende
5. Ten More Days
6. L'anno dell'amore

Lato B
1. Hey Lord
2. Fatti di sogni
3. La tortura della Luna
4. Love Again
5. Terra incognita
6. Voci

## Successo commerciale
L'edizione limitata numerata e colorata è stata pubblicata in 500 copie, tutte acquistate.

## Formazione
- Zucchero Fornaciari – voce, chitarra
- Polo Jones – musical director, basso
- Kat Dyson – chitarra, dobro, mandolino, Bvs
- Tomoyasu Hotei – chitarra
- Brian Auger – organo Hammond C3
- Doug Pettibone – pedal steel guitar, dobro, lap steel guitar, banjo, chitarra
- Queen Cora Dunham – percussioni
- Nicola Peruch – keyboards
- Adriano Molinari – batteria percussioni
- Mario Schilirò – chitarra
- Andrea Whitt – violino, mandolino, pedal steel guitar
- Tonya Boyd-Cannon – cori
- James Thompson – sassono tenore, sassofono baritono, flauto, armonica
- Lazaro Amauri Oviedo Dilout – tromba, flicorno soprano, corno
- Carlos Miguel Minoso Amuey – trombone, tuba

## Classifiche
| Classifica (2017) | Posizione massima |
| ----------------- | ----------------- |
| Italia (vinili)   | 1                 |